# Плателяй (озеро)
Озеро Плателяй є найбільшим озером в Жемайтії і дев'ятим за величиною в Литві. Це родзинка Національного парку Жемайтії. Озеро охоплює близько 12 км ² і досягає до 47 м в глибину. Воно має сім островів, на одному з них розташований замок, називається Острів Замку. Археологи виявили залишки двох замків і думають, що це може бути замок королеви Бони Сфорца. Озеро має як дайвінг, так і яхт-клуби. Місто Плателяй розташоване на західному березі озера.
Озеро Плателяй славиться кількома подіями. Тут проходить рок-фестиваль Roko naktys (укр.: Ніч Року) з 2002 року. Проте, здається, що фестиваль буде переїжджати, оскільки маленьке містечко Плателяй не може вмістити понад 4000 осіб, які були присутні на заході. Протягом 25 років у цьому озері проходив марафон серед плавців. У 2006 році у марафоні взяла участь рекордна кількість людей:. 21 чоловік плавав на відстані 3,5 км і 154 чоловіки - 1,8 км.
Озеро є одним з найцікавіших для підводної археології. Вчені вважають, що рівень води був набагато нижче, і деякі острови в даний час під водою. Наприклад, в 2002 році водолаз виявив великий камінь з антропогенним маркуванням, яке нагадує букву L. Камінь був оточений дрібними каменями і була піднята гіпотеза, що це священне місце для язичників.У 2002 році на дні озера археологи виявили три човни, близько 5,5 метрів в довжину, часів Вітовта Великого. 
Музей Холодної війни був створений в ракетній базі Plokštinė, розташованій в лісі недалеко від озера.